# Putumayo World Music
Putumayo World Music – mieszcząca się w Nowym Jorku wytwórnia płytowa założona w 1993 przez Dana Storpera i specjalizująca się w muzyce świata. Wydaje głównie składanki poświęcone poszczególnym krajom, regionom oraz gatunkom muzycznym.
Cechą wydawnictw Putumayo jest oprawa graficzna autorstwa Nicoli Heindl nawiązująca do sztuki prymitywnej i sztuki ludowej poszczególnych regionów czy współczesnych ilustracji dla dzieci.